# Атила Шимон (фудбалер)
Атила Шимон (мађ. Simon Attila; Будимпешта, 4. фебруар 1983) је бивши мађарски фудбалер који је играо на позицији нападача. У сезони 2013/14. са Немањом Николићем је делио титулу најбољег стрелца мађарског фудбалског првенства са по 18 постигнутих голова.

## Клупска каријера
Шимон се придружио ФК Ујпешт из Диошђери ВТК у мају 2008. године
Постао је најбољи стрелац прве мађарске лиге у сезони 2013/14, заједно са нападачем Видеотона Немањом Николићем са по 18 голова.
У јануару 2017. прешао је у Дорог НБ II. У сезони 2017/18. постигао је четири гола у двадесет и девет мечева. Напустио је Дорог на крају сезоне. Дана 22. јула 2018. прешао је у трећелигашки МАВ, тим из Солнока.

## Остварења

### Клуб
Ђирмот
- НБ II:
  - шампион: 2015/16.

### Индивидуално
- Најбољи стрелац Мађарске лиге: (1): 2013/14. (18. голова)